# Tokajer

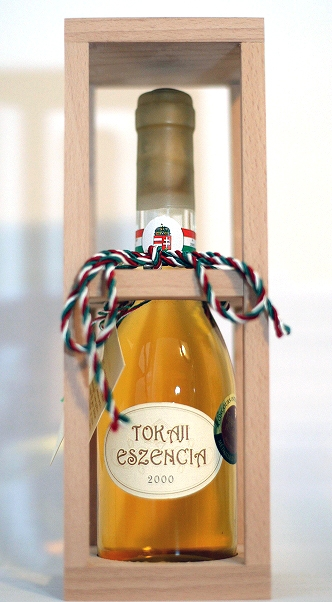
Eine Flasche Tokaji Eszencia (Jahrgang 2000)

Das ungarische Herkunftsgebiet des Tokajers (rot) …

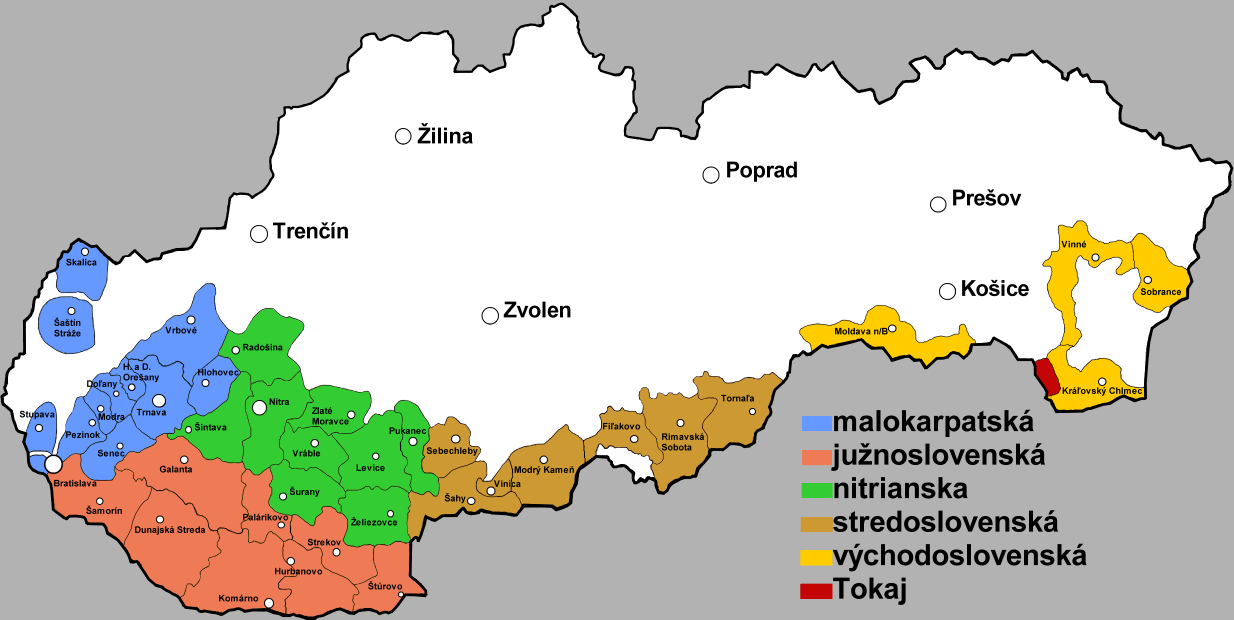
… und das slowakische Herkunftsgebiet des Tokajers (rot).

Tokajer (IPA: [ˈtoːkaɪ̯ɐ], ⓘ) ist einer der bedeutenden und traditionsreichen Weine der Welt. Er wird aus Weißweintrauben und nach verschiedenen Verfahren in unterschiedlichen Süßegraden und Qualitätsstufen hergestellt. Besonders die Süßweine Tokaji Aszú ‚Tokajer Ausbruch‘, und Tokaji Eszencia ‚Tokajer Essenz‘, werden seit Jahrhunderten von Weinkennern als kostbare Edelweine und Klassiker der Weinwelt geschätzt. Tokajer entsteht ausschließlich im Tokajer Weinanbaugebiet, das zum großen Teil (etwa 90 %) in Nordungarn liegt, zum kleinen Teil in der Ostslowakei. Namensgebend ist die alte ungarische Stadt Tokaj.
Das 87 Kilometer lange und drei bis vier Kilometer breite Tokajer Weingebiet erstreckt sich zwischen den Flüssen Theiß und Bodrog am Fuße des Tokajer Gebirges. Das Gebiet wurde als Folge des Vertrages von Trianon 1920 in einen größeren ungarischen Teil, Tokaj-Hegyalja, am Fuße des Berges Tokaj, und in einen relativ kleinen slowakischen Teil, Tokajská vinohradnícka oblasť aufgeteilt.
Der Begriff „Tokajer“ wurde von der Europäischen Union als geografische Herkunftsangabe von Wein umfassend gesetzlich geschützt. Nur bestimmte Weine aus der Tokajer Weinbauregion dürfen den Namen Tokaji ‚Tokajer‘, tragen. Die Europäische Union erlaubte auch den Herstellern aus der Südslowakei, Weine unter dem Namen Tokajský/-á/-é herzustellen und zu vermarkten, sofern die in Ungarn geltenden Qualitätsvorschriften angewendet werden.
In herausragenden Jahren können im Tokajer Weingebiet Weinunikate entstehen, die mit zu den besten Süßweinen der Welt gezählt werden. Die Herstellung des Tokajers (Ausbruch und Essenz – nicht des trockenen Furmints) ist risikoreich und kostenintensiv. Er wird aus rosinenartig geschrumpften Trockenbeeren hergestellt, die durch Edelfäule am Rebstock eine natürliche Mostkonzentration erfahren haben. Das Eintreten der Edelfäule ist wetterabhängig und tritt nicht in jedem Jahr auf.

## Geschichte
Der Tokajer war nach den gesüßten Weinen der Antike der erste große Süßwein. Die frühesten schriftlichen Spuren des Weinbaus in der Region Tokaj gehen auf das 13. Jahrhundert zurück, die der Weinherstellung auf das 15. Jahrhundert. Im Jahre 1571 wird erstmals Aszú-Wein urkundlich erwähnt. Der Legende nach beruht die Entdeckung der Edelfäule auf einem Zufall. Die erste Beschreibung der Herstellung von Tokaji Aszú datiert auf das Jahr 1630. Sie wurde von dem reformierten Geistlichen Máté Szepsi Laczkó aus dem heutigen Moldava nad Bodvou verfasst.

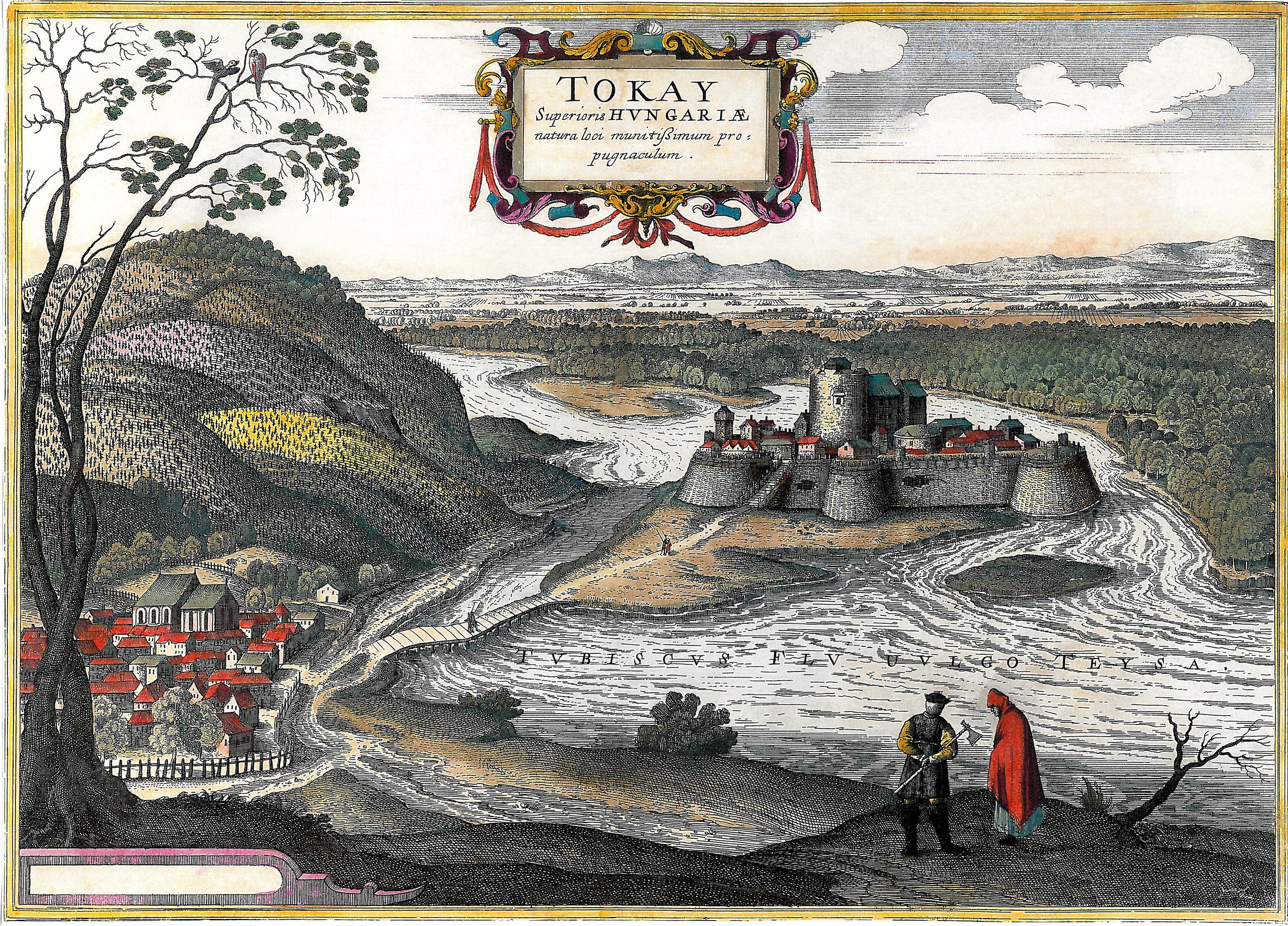
Weinberge von Tokaj in der 2. Hälfte des 16. Jahrhunderts. Graphik von Georg Hoefnagel.

Im 18. Jahrhundert wurde der Wein auch am französischen Hof Ludwig XIV. sowie am russischen Zarenhof eingeführt und als „König der Weine und Wein der Könige“ (ungarisch Borok királya, királyok bora) bezeichnet. Die Tokajer Weinberge wurden zu den wertvollsten Besitzungen Ungarns gezählt und waren weitgehend im Besitz des Adels. Im Jahre 1730 wurde die weltweit erste Klassifikation von Weinbergslagen durchgeführt. Sie basierte auf einer dreistufigen Lagenhierarchie.
Die Tradition des Weinbaus brachte der Gegend vor allem im 18. und 19. Jahrhundert viel Wohlstand. In Folge der  Reblausepidemie kam der Tokajer Weinbau beinahe zum Erliegen. Im 20. Jahrhundert erlebte der Tokajer mehrere weitere Zäsuren. Nach dem Ersten Weltkrieg gab es eine Krise. Vor dem Zweiten Weltkrieg wurde erwogen, den Weinbau zugunsten des damals ertragreicheren Obstbaus aufzugeben.
Nach dem Krieg wurde das Tokajer Weinkombinat 1971 als erstes ungarisches Kombinat gegründet. Die bereits vernachlässigten Hanglagen wurden aufgelassen und der Weinbau in die Ebene ausgedehnt. Die Produktion wurde vollständig auf die Sowjetunion als Hauptabnehmerin (mehr als zwei Drittel der Produktion) ausgerichtet. Da dieser Kunde alles kaufte, was angeboten wurde, bestand kein Interesse an einer differenzierten Produktion mit entsprechendem Marketing. Nach der Wende stellte sich heraus, dass die Lagenweine trotzdem produziert, aber nicht als solche vermarktet wurden.
In den 1970er Jahren herrschte Uneinigkeit zwischen dem Tokajer Weinkombinat und der staatlichen Forschungsanstalt: Während ersteres auf die Massenwein-Produktion auf gehobenem Standard setzte, wollte die Forschungsanstalt die Lagenwein-Produktion wiederbeleben. Die Forschungsanstalt wurde 1983 aufgelöst und in das Weinkombinat eingegliedert. Nach 1989 wurde auch das Weinkombinat aufgelöst und privatisiert. Die Konsortien aus verschiedenen westlichen Industriestaaten, einschließlich Spanien und Japan, erwarben jeweils in der Regel eine der ehedem berühmten Lagen. Mit den Weinbergen erhielten sie auch die Kellereien und die Weinvorräte aus den entsprechenden Lagen.
Die neuen Eigentümer vertraten die Ansicht, der Markt verlange fruchtige Weine, die Frische gehe jedoch mit der langen Fasslagerung verloren. Die vorgeschriebene Fasslagerung wurde deshalb auf drei Jahre reduziert; nach traditioneller Auffassung musste der Szamorodni mindestens zwei Jahre, der Aszú zusätzlich soviele Jahre, wie Butten an Aszú-Beeren zugegeben wurden, also fünf bis acht Jahre im Fass gelagert werden. Die neue Regelung führte zu einer stilistischen Neuausrichtung des Tokajers vom Sherry-Typus zum Sauternes-Typus. Durch die Reduktion der Fasslagerung wurden auch die Kosten (Kapitalkosten, Verdunstungsverluste) reduziert. Eine neuerliche Lagenklassifikation erfolgte 1995.
Im Jahre 2002 wurde der ungarische Teil des Weinbaugebiets von Tokaj (ung. Tokaj-Hegyalja, Tokaj-hegyaljai borvidék) als Kulturlandschaft in die Liste des Weltkulturerbes aufgenommen.

## Zitat
Weinkenner Michael Broadbent über die Tokay Essenz, Jahrgang 1811 (verkostet am 31. Dezember 1972):

„Sein Duft und Geschmack waren nicht von dieser Welt, ‚ambrosischer Nektar‘, schrieb ich im Überschwang, ‚pikant, zerdrückte Trauben, konzentriert, üppig‘. Der einzige Wein ohne ‚Abgang‘, den ich je verkostet habe: Er blieb einfach im Mund – und blieb und blieb und blieb […]“

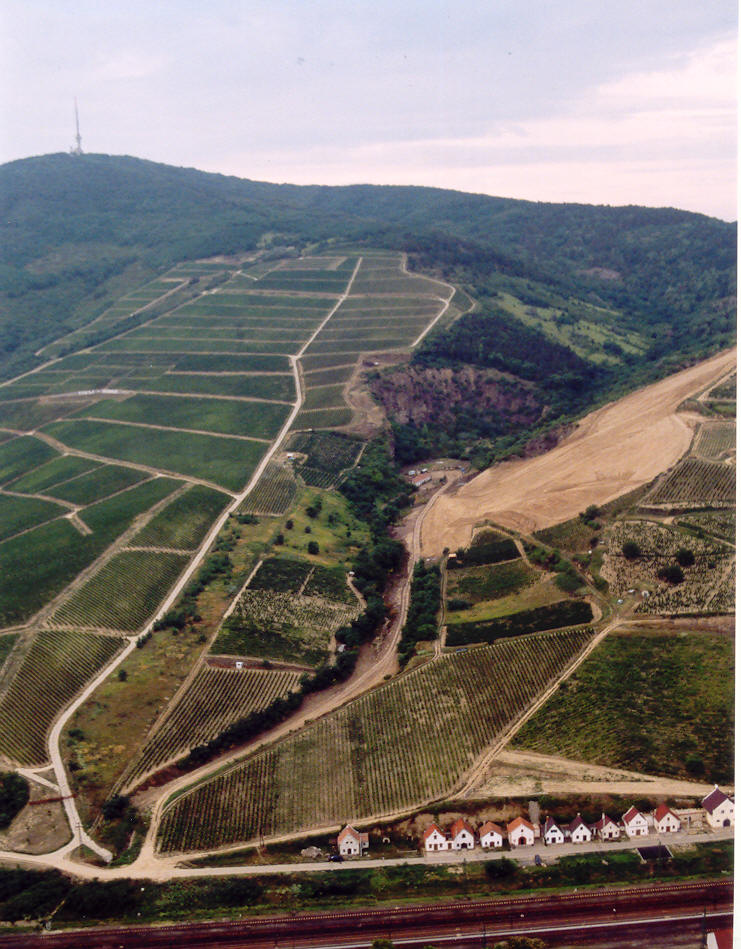
Rebflächen an den Hängen des Tokajer Gebirges

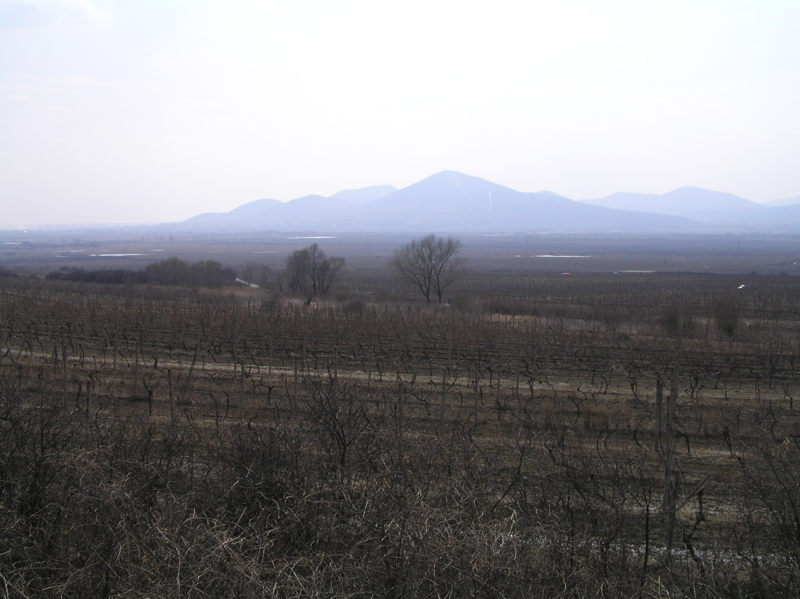
Rebflächen im slowakischen Teil mit dem Herbstnebel, der die Edelfäule begünstigt

## Geografie, Boden und Klima
Das Weingebiet ist eine vulkanische Hügellandschaft. Die Hügel, einst aktive Vulkane, sind Ausläufer der Karpaten. Sie gehen hier in die ungarische Tiefebene über. Es herrscht Kontinentalklima, weiter nördlich ist Weinbau nicht mehr möglich. Das Tokajer Weingebiet ist eine klimatische Nische, geschützt von den Bergen des Tokajer Gebirges entsteht im Herbst ein Mikroklima, das mit Feuchtigkeit und Nebel gute Bedingungen für den Eintritt der Edelfäule Botrytis cinerea und die anschließende Schrumpfung der Beeren bieten kann.
Die Reben gedeihen im Untergrund überwiegend auf stark gebundenem Ton und Verwitterungsböden, die aus vulkanischen Gesteinen wie Andesit und deren Tuffen hervorgegangen sind. Die Weinbergsböden sind oft steinig. Zudem befindet sich an manchen Stellen eine Löss- und Sandauflage.

## Rebsorten

Terrassierter Weinberg bei Tokaj.

Angebaut werden ausschließlich weiße spät reifende Rebsorten: Furmint, Lindenblättriger (ungarisch Hárslevelű, slowakisch Lipovina), Muscat lunel (deutsch Gelber Muskateller, ungarisch Sárgamuskotály, slowakisch Muškát žltý) und Zéta. Dadurch profitieren die Weintrauben nicht nur von den trockenen, heißen Sommern, sondern auch von den langen, warmen und nebelreichen Herbsten, die dem Edelfäulepilz ideale Wachstumsbedingungen liefern. Hinzu kommt die feuchtigkeitsspendende Wirkung der beiden Flüsse Bodrog und Tisza (Theiß), die das Anbaugebiet durchfließen.
- Furmint ist vermutlich eine autochthone Sorte Ungarns. Erstmals in Ungarn erwähnt wird sie 1623. Zu ihrer Herkunft gibt es bisher keine Belege, aber viele Vermutungen und Geschichten. Zu den bekanntesten zählt, dass die Rebe von italienischen Einwanderern unter König Béla IV. im 13. Jahrhundert nach Ungarn gebracht wurde. Eine andere, etwas plausiblere Erklärung besagt, dass sie im 17. Jahrhundert von der venetischen Prinzessin Formentini mitgebracht wurde. Heute stellt der Furmint nahezu 70 % der bestockten Rebfläche im Weinbaugebiet Tokaj. Obwohl die jährlich erzielbaren Mostgewichte ausreichend hoch sind, um Weine mit einem Alkoholgehalt von 14 Volumenprozent oder mehr zu erzielen, bewahrt die Rebsorte eine eher kräftige Säure. Es ist insbesondere diese Säure, die dem süßen Dessertwein das notwendige Gleichgewicht bringt.
- Die Rebsorte Lindenblättriger bringt ihre Duftigkeit in den Verschnitt ein. Im Tokajer Weinbaugebiet verfügt die Sorte über einen Anteil von fast 25 % innerhalb des Rebsortenspiegels.
- Ergänzt werden beide Hauptsorten durch den Gelben Muskateller. Die früher reifende Sorte wird in Tokaj nur selten sortenrein zum Tokaji Muscat ausgebaut. Aufgrund ihrer früheren Reife und ihrer dickeren Beerenschale wird die Muskat-Sorte nur selten von der Edelfäule befallen und kommt folgerichtig in den trockenen Grundwein des Tokaji Aszú. Die Sorte trägt mit ihrem typischen Muskataroma zur Aromenvielfalt des verschnittenen Weines bei.
- Zéta ist eine Neuzüchtung aus Ungarn aus dem Jahr 1951 aus den Sorten Furmint und Bouvier. Bis in das Jahr 1999 wurde die Sorte Oremus genannt und war nach dem berühmten Weinberg in der Gemeinde Sátoraljaújhely benannt. Um Verwechslungen zwischen Lage und Rebsorte zu vermeiden, entschied man sich zu dieser Umbenennung. Zéta reift früher als der Furmint, wird aber leicht von der Edelfäule befallen. Über den zweiten Kreuzungspartner, die Sorte Bouvier, erhielt die Sorte ein sehr dezentes Muskat-Aroma. Die geschmacklich eher neutralen Reben werden für die Tokaji-Aszú-Weine genutzt und minimieren aufgrund der frühen Lese den Einfluss schlechten Wetters während der Lese. Gute Aszú-Jahre sind selten, und man rechnet im Schnitt mit drei guten Jahrgängen pro Jahrzehnt. Trotz seines Vorteils liegt die bestockte Rebfläche der 1990 zugelassenen Sorte bei nur einem Prozent.

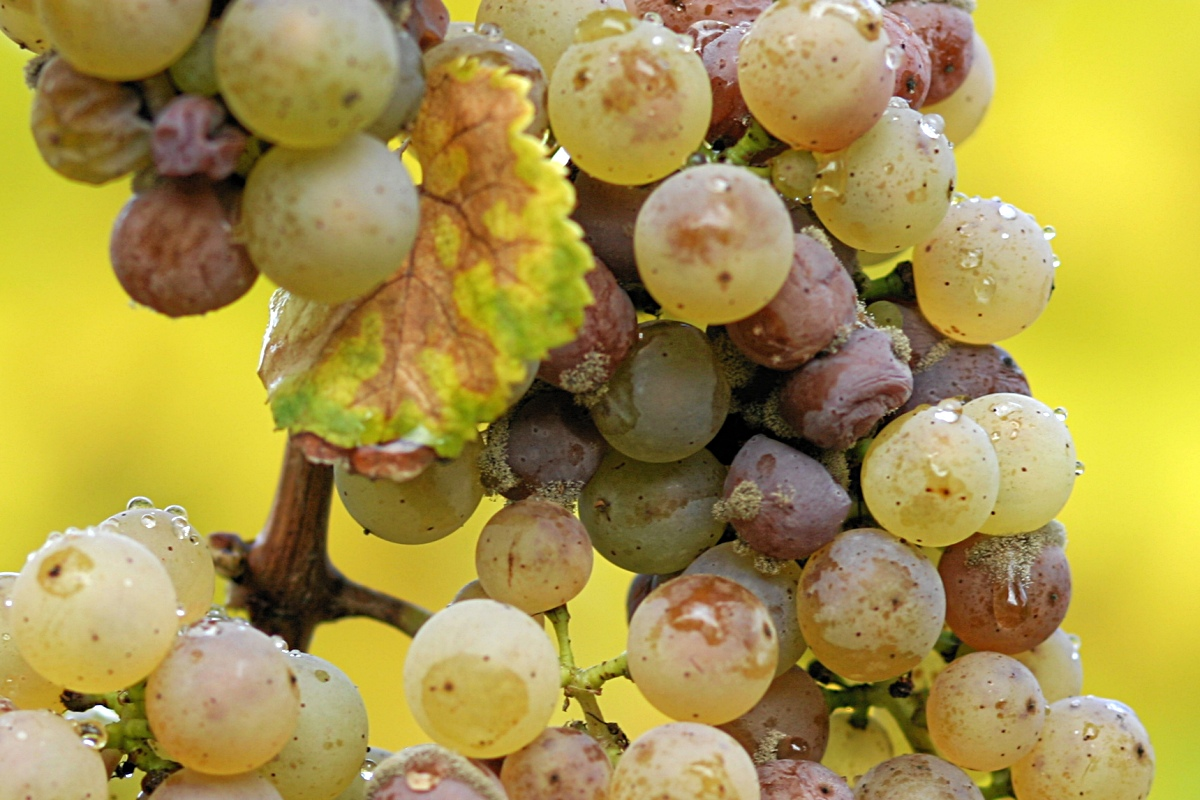
Frühes Stadium der Botrytis cinerea: Die Edelfäule konzentriert auf natürliche Weise die Inhaltsstoffe der Beeren.

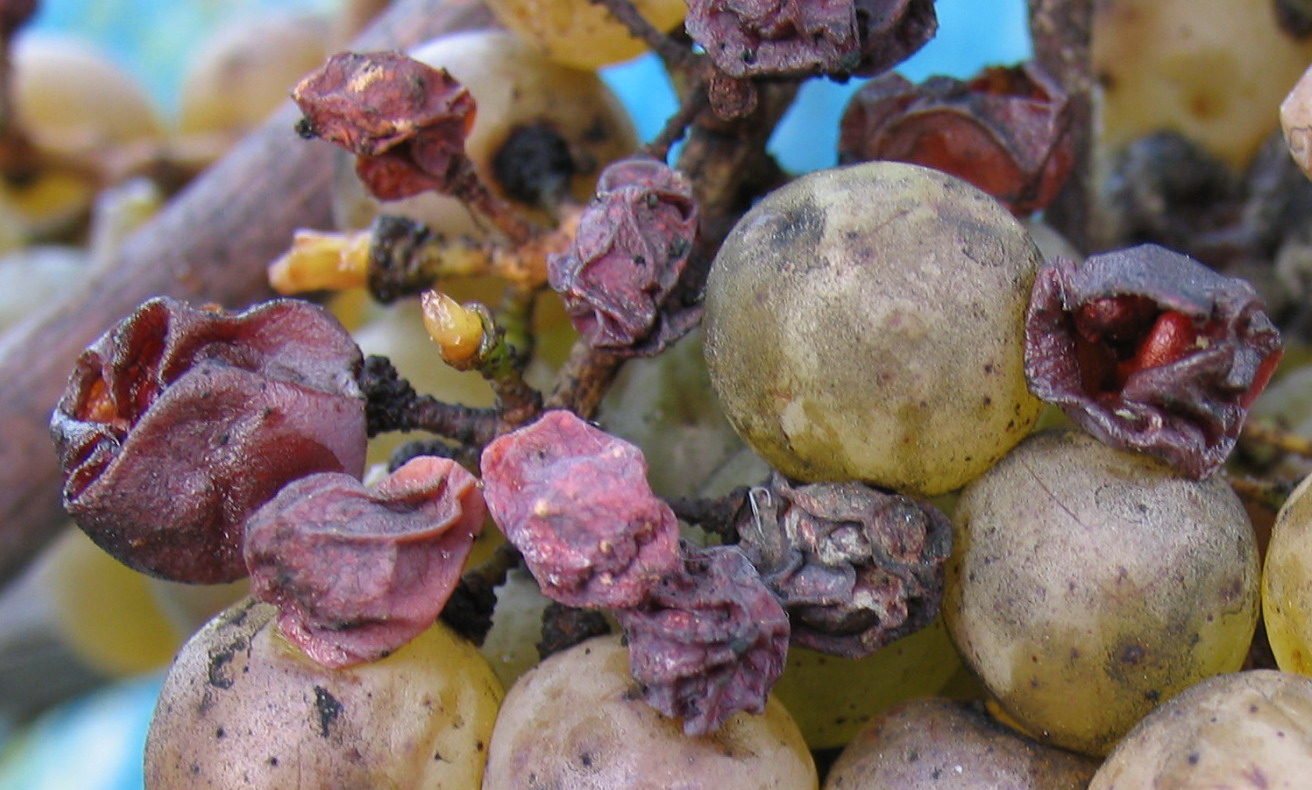
Fortgeschrittenes Stadium der Botrytis cinerea: Je stärker die Schrumpfung ist, desto konzentrierter sind die nichtwässrigen Inhaltsstoffe der Beeren. Grundlage für klassische Tokajer mit hohen Mostgewichten.

## Weinbauliche Methoden
Für die Weinherstellung des Tokajers werden edelfaule, rosinenartig geschrumpfte Weinbeeren benötigt. Deswegen zielen die weinbaulichen Maßnahmen darauf ab, das Eintreten der Botrytis cinerea im Weinberg zu begünstigen. Dazu ist auch ein strenger Rebschnitt erforderlich, um die Erträge zu senken und Trauben mit hohen Mostgewichten ernten zu können. Die Lese erfolgt auf Grund der Botrytis-Schrumpfung der Trauben sehr spät, in der Regel im November. Die Trauben werden aufwändig, in zahlreichen Lesevorgängen manuell geerntet. Dabei werden edelfaule und nicht edelfaule Trauben selektioniert und getrennt weiterverarbeitet.

## Ausbau des Weines
Die Weinherstellung des Tokajers kann nach verschiedenen Herstellungsverfahren erfolgen, wobei je nach Stärke des Luftkontaktes, den der Wein während der Herstellung erfährt, zwischen oxidativem und reduktivem Ausbau unterschieden werden kann. Daraus ergeben sich unterschiedliche Weinstilistiken.

## Oxidativer Ausbau

### Tokaji Aszú (Tokajer Ausbruch)
Für die Herstellung des Aszú werden zwei Komponenten verwendet: Grundwein und edelfaule, rosinenartig geschrumpfte Trauben.
- Der Grundwein wird aus Trauben hergestellt, die nicht von Edelfäule befallen wurden. Er muss einen hohen natürlichen Alkoholgehalt haben, der den Wein auch ohne Schwefelzugabe stabilisiert. Aufspritung und Pasteurisierung sind seit dem Weingesetz von 1997 nicht zugelassen.[11]
- Edelfaule, geschrumpfte Trauben sind Trauben, die aus Beeren bestehen, bei denen der Schimmelpilz Botrytis cinerea die Beerenhaut perforiert hat, da ihre Zellwände abgebaut werden. Bei trockenem Wetter verdunstet Wasser aus den Beeren und die Zucker- und Säurekonzentration des Saftes steigt. Parallel dazu werden die Inhaltsstoffe der Weinbeere durch die Stoffwechselprozesse des Pilzes verändert. So werden beispielsweise Pektine und Polyphenole enzymatisch abgebaut, wodurch sich auch die Farbe und Aromen des Saftes verändern. Der farbtiefe Ton und das honigartige Aroma eines Tokajers können auch auf solche mikrobiologischen Vorgänge zurückgeführt werden.[12] Der Edelfäuleprozess der Beeren wird durch einen feuchten Sommerausklang gefördert, an den sich, je nach Witterungsverlauf, vier bis fünf sonnige Herbstwochen anschließen können. Während der Lese, die üblicherweise Anfang November stattfindet, werden die edelfaulen Trauben gesammelt und in Behältern aufbewahrt. Anschließend werden sie zu einer süßen teigartigen Masse geknetet, die mit dem Grundwein vermengt und dann 24–36 Stunden gemaischt wird. Dies ist ausschlaggebend für die besondere Qualität und Spezialität eines Tokaji Aszú.

Die Maische wird schonend gepresst und in kleine Eichenfässer mit 136,5 Liter Fassungsvermögen gefüllt. Nun beginnt eine zweite, sehr langsam geführte Gärung des Grundweins, die mindestens drei Jahre dauern muss.
Wie bei der Herstellung von Tokaji Szamorodni, Fino Sherry und Vin Jaune werden die Fässer nur etwa zu vier Fünfteln mit Wein gefüllt („Stückhaltung“), so dass sich ein Hefefilm (Flor) bildet, der den Wein vor Luftsauerstoff weitgehend schützt und die Reifung und Veresterung des Weins beeinflusst.
Puttony ist das ungarische Wort für Bütten und steht für Tragebütten, die ein Fassungsvermögen von 25 kg haben. Sie sind das traditionelle Maß für die Menge an edelfaulen Trauben, die einem Grundwein beigegeben wird. Die Anzahl der „Puttony“ gibt das Verhältnis zwischen edelfaulen Trauben und Grundwein an. Bei 6 Puttonyos beträgt das Verhältnis etwa 1:1. Die Menge an Grundwein, dem ein puttony zugegeben wird, beträgt 136,5 Liter und wird als Göncer Fass (ung. Gönci hordó) bezeichnet, da sie traditionell in der Ortschaft Gönc hergestellt wurden. An die zweite Vergärung schließt sich normalerweise eine Holzfasslagerung an. Deren Dauer in Jahren entspricht meist der Anzahl der puttonyok, die dem Grundwein zugegeben wurden. Aufgrund veränderter Kellertechnologie werden diese Zeiten heutzutage jedoch oft nicht mehr eingehalten und der Wein deutlich früher verkauft.
- drei Butten (Puttonyos Aszú) = 75 kg Aszú-Trauben auf 136,5 Liter, mind. 60 bis 90 g/Liter Restzucker
- vier Butten = 100 kg Aszú-Trauben auf 136,5 Liter, mind. 90 bis 120 g/Liter Restzucker
- fünf Butten = 125 kg Aszú-Trauben auf 136,5 Liter, mind. 120 bis 150 g/Liter Restzucker
- sechs Butten = 150 kg Aszú-Trauben auf 136,5 Liter, mind. 150 bis 180 g/Liter Restzucker
- sieben Butten = Aszúeszencia, mind. 180–250 g/Liter Restzucker[15]

### Tokaji Aszúeszencia (Tokajer Ausbruch-Essenz)
Dies ist die höchste Kategorie von Aszú-Weinen. Das Verhältnis von Trockenbeeren zum Grundwein entspricht etwa einem siebenbuttigen Aszú. Der Restzucker liegt in der Regel bei etwa 200 g/l, also deutlich über dem Restzuckergehalt eines sechsbuttigen Aszú, doch unter den für eine Eszencia vorgeschriebenen 250 g/l. Somit markiert der Aszúeszencia den Übergang vom Aszú zur Eszencia. Neben der großen Süße besitzt der Aszúeszencia eine hohe Säure, die Alkoholwerte liegen zwischen 12 und 13 Prozent. Das ungarische Weingesetz verlangt eine zehnjährige Fassreife mit anschließender fünfjähriger Flaschenreifung, bevor ein Wein als Tokaji Aszúeszencia vermarktet werden darf. Resultat sind sehr ausgeglichene, komplexe Weine, die frühestens 15 Jahre nach ihrer Ernte in den Handel gelangen. Sie werden nur in besonderen Jahren hergestellt und besitzen eine nahezu unbegrenzte Haltbarkeit.

### Tokaji Eszencia (Tokajer Essenz)
Aus Aszú-Beeren wird nach der Lese der außergewöhnlichste Tokajer gewonnen, die Eszencia. Im Unterschied zum Tokaji Aszú und dem Aszú Eszencia entsteht die Eszencia ausschließlich aus dem Vorlauf von ungepressten Trockenbeeren. Dafür werden Aszú-Trauben in einem Behälter sorgfältig übereinander geschichtet, wodurch sich allein durch das Eigengewicht der Trauben etwas Saft am Gefäßboden bildet. Dieser Saft hat eine sirupartige Konsistenz, teilweise an Honig erinnernd, mit einer sehr hohen Konzentration, Dichte, Geschmacksfülle und intensiver Säurestruktur, welche die große Süße balanciert. Der Zuckergehalt muss mindestens 250 g/l betragen, liegt aber bei Spitzenerzeugern oft über 600 g/l (bei über 20 Promille Säure). Aufgrund des hohen, konservierenden Süße- und Säuregehaltes ist es sehr schwierig, die Gärung in Gang zu bringen. Sie dauert oft mehrere Jahre und erreicht nur niedrige Alkoholgrade (ca. 6 Prozent). Von einem Hektar Rebland beträgt die durchschnittliche Erntemenge bei Spitzenerzeugern etwa 1 Liter Essenz. Sie wird oft in 0,1 l Flaschen abgefüllt. Tokaji Eszencia schmeckt so intensiv, dass Weinkenner sie nur in winzigen Schlucken zu außergewöhnlichen Anlässen genießen.

### Tokaji Fordítás und Máslás
Aus den bereits ausgepressten Aszú-Trauben wird noch ein weiteres Produkt erzeugt, der sogenannte Fordítás ‚Wendung‘. Die Trauben werden erneut mit Most aufgegossen, und nach einer Standzeit von 12 bis 48 Stunden erfolgt die Vergärung. Der Jungwein erfährt ebenfalls eine ca. dreijährige Holzfasslagerung.
Wird der Hefetrub der Tokajer-Herstellung nochmals mit Most aufgegossen und erneut vergoren, entsteht ein im Allgemeinen trockener Wein, der als Máslás bezeichnet wird.

### Tokaji Szamorodni (Samorodner)
Das Wort Szamorodni ‚ebenso wie er gewachsen ist‘, kommt aus dem Polnischen und bezeichnet eine Tokajer Weinspezialität. Im Unterschied zum Aszú werden die Trockenbeeren nicht selektioniert, d. h., es werden die ganzen Trauben verarbeitet. Diese bestehen aus Beeren ohne und mit Botrytis-Pilz, also aus geschrumpften (konzentrierten) und nicht konzentrierten Beeren. Wie bei der Herstellung von Aszú werden die Fässer nur zu etwa vier Fünfteln mit Wein gefüllt, so dass sich ein Hefefilm bildet, unter dem der Wein reift. Nach zweijähriger Fassreife und anschließender einjähriger Flaschenreife darf der Wein vermarktet werden.
Szamorodni kann, je nach Anteil der Trockenbeeren, sowohl trocken (száraz szamorodni), als auch süß (édes szamorodni) im Geschmack ausfallen, wobei es als deutlich schwieriger gilt, einen qualitativ hochwertigen trockenen Szamorodni herzustellen. Ein süßer Szamorodni enthält 50–100 g/l Restsüße. In einem sehr guten Jahrgang kann er in seiner Konzentration und Intensität mit einem dreibuttigen Aszú vergleichbar sein. Unabhängig vom Süßegrad muss Szamorodni unbedingt einen Botrytiston aufweisen.

## Reduktiver Ausbau

### Trockene Tokajer Rebsortenweine
Dazu gehören reduktiv (ohne Luftzufuhr) ausgebaute Weißweine, die entweder als reine Rebsortenweine oder als Cuvées hergestellt werden. Es werden überwiegend Trauben ohne Botrytis-Befall verwendet. Der Ausbau erfolgt in Stahltanks oder Barriques. Sie werden vor allem trocken vermarktet.
Tokajer Rebsortenweine sind:
- Tokaji Furmint
- Tokaji Hárslevelű (Lindenblättriger)
- Tokaji Muscat (Gelber Muskateller)

### Late Harvest (késői szüretelésű)
Bezeichnung für rebsortenreine Süßweine mit intensiver, konzentrierter Frucht, die nur in besonderen Jahren erzeugt werden. Sie werden entweder gezielt aus Botrytis-Trauben oder bewusst ohne Botrytis-Trauben hergestellt. Der Ausbau erfolgt reduktiv. Solche Spezialitäten sind sowohl in der Süßegradation als auch in ihrer geschmacklichen Komplexität und Dichte (je nach Jahrgang und Mostkonzentration) mit einer Auslese bis Beerenauslese vergleichbar. Der Restzuckergehalt liegt zwischen 50 und 180 g/l.

### Tokaji Cuvée
Spitzenhersteller wie István Szepsy (ein Nachfahre von Máté Szepsi Laczkó) produzieren in manchen Jahren hochwertige Premiumweine, die reduktiv, also nicht nach den weingesetzlichen Aszú-Vorschriften hergestellt werden und daher als Tokaji Cuvée vermarktet werden.

## Weinkeller

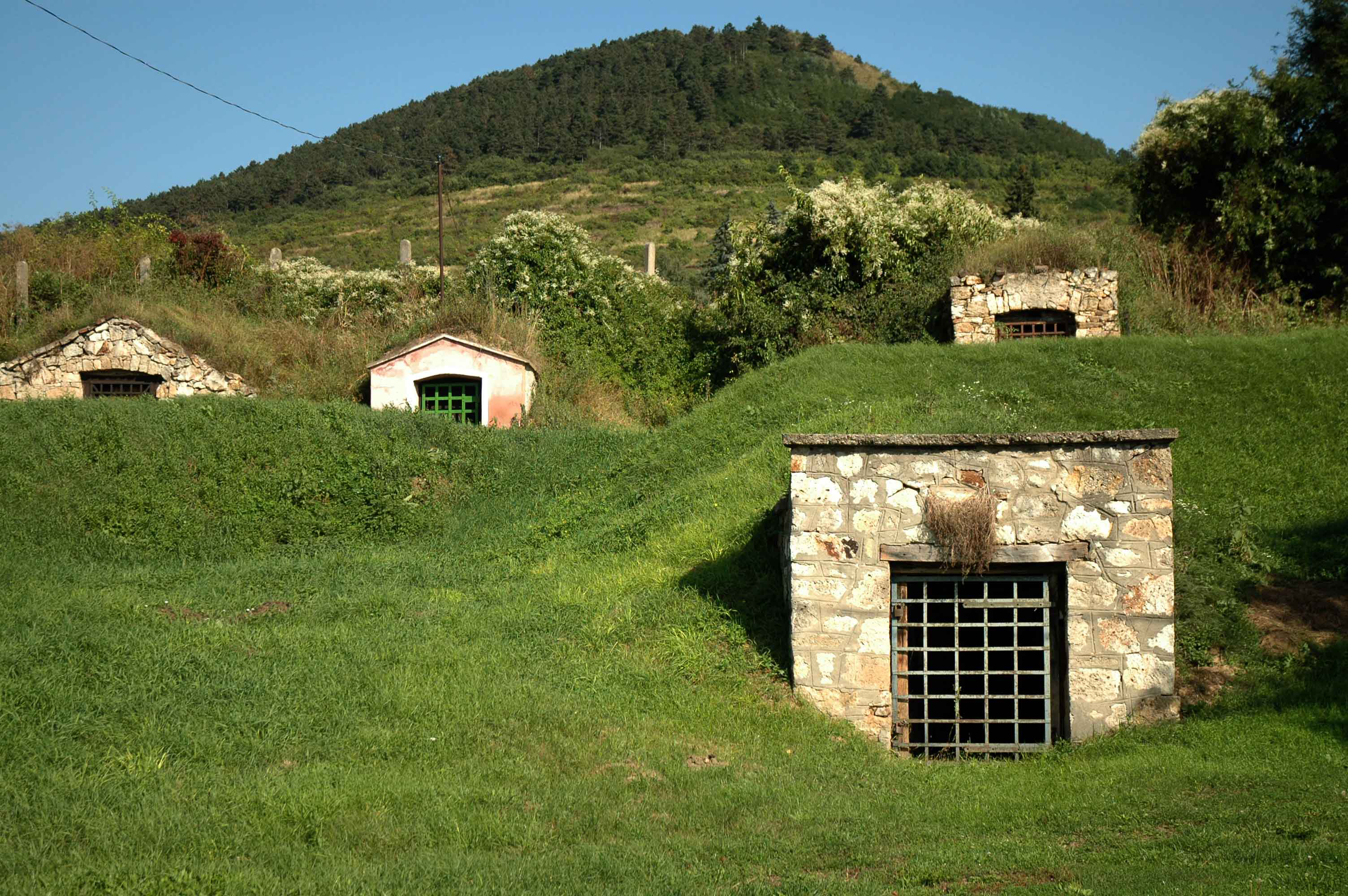
Traditionelle Weinkeller in Abaújszántó. Diese sind als labyrinthartige, schmale Gänge tief in das vulkanische Tuffgestein des Berges gegraben. Dort reift Tokajer in Göncer-Fässern.

Die Weinkeller der Region sind schmale, labyrinthartige Tunnelsysteme, die in den vulkanischen Tuffstein getrieben worden sind. Sie zeichnen sich durch eine ideale Luftfeuchtigkeit und eine gleichbleibend kühle Temperatur von 10 bis 12 Grad Celsius aus, was den langsamen Gärprozess in kleinen Eichenfässern unterstützt. Die Wände der Weinkeller und auch die Fässer sind mit dem Schimmelpilz Cladosporium cellare bedeckt. Es ist ein weicher und trockener Pilz, der sich vom Alkohol ernährt, der aus den Weinfässern verdunstet. Aufgrund des Schimmelpilzes bildet sich während der Vinifikation und der Fassreifung des Weins im Keller ein Mikroklima, das den Tokajer Weinen einen besonderen Ausdruck verleiht.

## Namhafte Weingüter
Namhafte Hersteller sind (in alphabetischer Reihenfolge): Árvay Pince (Tokaj), Disznókő Szőlőbirtok és Pincészet (Tokaj), Királyudvar (Tarcal), Tokaj Oremus (Tolcsva), Château Pajzos (Sárospatak), Tokaj Pendits (zertifiziertes Bioweingut (Demeter) Abaújszántó), Royal Tokaji Wine Company (Mád) und István Szepsy (Mád).

## Besondere Jahrgänge
Als herausragende Jahrgänge werden von Weinkennern betrachtet:
1811, 1834, 1885, 1889, 1900, 1912, 1924, 1937, 1945, 1947, 1952, 1957, 1963, 1968, 1972, 1983, 1993, 1999, 2000.

## Schutz des Begriffes „Tokaj“
Die Europäische Union schützt den Begriff „Tokaj“ als geografische Angabe, die ausschließlich Weinen vorbehalten ist, die in der Tokajer Weinbauregion erzeugt wurden. Das beinhaltet, dass alle vom Namen „Tokaj“ abgeleiteten sprachlichen Formen, Homonyme, Übersetzungen oder identischen geografischen Angaben geschützt sind. Daher dürfen Weine, die nach dem 31. März 2007 in Italien und Frankreich hergestellt wurden, die Bezeichnung Tocai bzw. Tokay nicht mehr führen. So darf Tokay d’Alsace als Synonym des Grauburgunders im Weinbaugebiet Elsass nicht mehr benutzt werden und bei der Rebsortenbezeichnung Tocai Friulano muss auf den Zusatz Tocai verzichtet werden. Dieser Namensschutz gilt nicht nur für Mitglieder der Europäischen Union, sondern auch für Weinabkommen der EU mit Drittländern. So darf beispielsweise Australien Weine mit dem Begriff „Tokay“ nicht in der EU vertreiben.